# Epsilonoides syringocricum
Epsilonoides syringocricum är en rundmaskart som beskrevs av Steiner 1931. Epsilonoides syringocricum ingår i släktet Epsilonoides och familjen Epsilonematidae. Inga underarter finns listade i Catalogue of Life.